# 林捷元
林捷元，号锡连，福建福州永泰县箕坑人，清朝軍事將領、進士出身。
光緒九年，登武進士，任宁德汛千总。